# Entomophaga exoleta
Entomophaga exoleta là một loài ruồi trong họ Tachinidae.